# Himantolophus appelii
El rape espinoso (Himantolophus appelii) es un pez balón de la familia Himantolophidae, que se encuentra en todo el mundo en los océanos del sur (aparte de las del océano Pacífico oriental), en aguas profundas. Su longitud máxima es de hasta 4 dm. Se trata de una especie mesopelágica.